# Dinah Craik
Dinah Craik (Dinah Maria Mulock, 1826-1887) fue una escritora inglesa, activa entre las décadas de 1840 y 1880. Comenzando con relatos infantiles, se convirtió en una prolífica y popular novelista. Su mejor y más ampliamente conocido libro es John Halifax, caballero (1857), que gozó de una gran popularidad y fue traducido a varios idiomas. Esta novela la situaría en primera fila entre las mujeres novelistas de su tiempo. Publicó algunos poemas caracterizados por un genuino espíritu lírico, narraciones de viajes por Irlanda y Cornualles, y unas Reflexiones de una mujer acerca de las mujeres. En su bibliografía destacan también obras de la categoría de The Little Lychetts (1855), The Fairy Book (1863), The Adventures of a Brownie (1872) o The Little Lame Prince and His Travelling Cloak (1874).

## Vida y obra
Hija del pastor evangelista Thomas Mulock, un excéntrico entusiasta religioso de origen irlandés, y de su esposa Dinah, nació el 20 de abril de 1826 en Stoke-upon-Trent (Staffordshire), donde su padre era en ese momento ministro de una pequeña congregación. Mulock era un hombre de rígidas costumbres morales a quien, sin embargo, le gustaban la literatura y la poesía ―sus sermones, a decir de quienes le conocieron, poseían un vibrante estilo literario―. Dinah Mulock pasó casi toda su niñez en Newcastle-under-Lyme, lugar que siempre evocaba con cariño, y se educó en Brampton House Academy, escuela situada muy cerca de su casa, donde pudo leer y disfrutar por primera vez ―atraída por sus ilustraciones― novelas como Simbad el Marino o Robinson Crusoe. Luego, ya llegada a la adolescencia, Jane Austen, Edward Bulwer-Lytton, sir Walter Scott y Charles Dickens, además de Shakespeare y Chaucer, se convirtieron en sus lecturas predilectas. Le servían para escapar mentalmente de la monótona rutina cotidiana, de una educación orientada a convertirla en buena esposa, buena cristiana y, como mucho, una buena maestra o institutriz. Su infancia y primera juventud se vieron muy afectadas por la inestable economía de su padre; pero adquirió una buena educación. En el verano de 1839, Dinah se traslada con su familia a Londres, donde estudió italiano, griego y latín y aprendió a dibujar en la Government School of Design at Somerset House. Atendiendo a los requerimientos de su hija, Thomas Mulock incluso utilizó sus influencias para emplearla como profesora de literatura inglesa. Por entonces ya había decidido que se dedicaría a escribir, la única profesión en la cual las mujeres podían competir con los hombres "…y batirlos en su propio terreno". Un proyecto que se retrasó a causa de la muerte de su madre en 1845, lo cual la obligó a ocupar su puesto a la hora de administrar la casa y cuidar de sus hermanos Tom y Benjamin. No será, pues, hasta 1847 cuando arrancará definitivamente su proyecto literario ―espoleada por el tremendo éxito, según reconoció, de Jane Eyre (1847), de Charlotte Brontë―.
En Londres contaba con dos amigos cuya ayuda sería posteriormente de la mayor utilidad para ella: Alexander MacMillan y Charles Edward Mudie. Presentada por Miss Camilla Toulmin a Westland Marston, rápidamente hizo amigos en Londres, y halló un gran estímulo para los relatos infantiles a los que se limitó en un principio, por cuestiones puramente económicas, de los cuales Cola Monti (1849) fue el más conocido. En el mismo año produjo en tres volúmenes su primera novela, The Ogilvies, que obtuvo un gran éxito. Se trata de un emotivo y peculiar análisis de las relaciones sentimentales y maritales (ergo sociales) de la Inglaterra victoriana. Fue seguida en 1850 por Olive, tal vez la más imaginativa de sus obras de ficción; es una curiosa variación, en el sentido musical del término, de la citada novela de Charlotte Brontë, con la que guarda estrechas similitudes. El cabeza de familia (1851) y El marido de Agatha (1853), en las que la autora se sirve con gran efecto de sus recuerdos de East Dorset, estaban quizás mejor construidas y eran más eficaces como novelas, pero difícilmente poseían el mismo encanto. Hay mucha pasión y fuerza en estas primeras obras, y todo lo que escribía Mrs. Craik se caracterizaba por sus elevados principios y su profundo sentimiento. El delicioso relato feérico Alice Learmont fue publicado en 1852, y numerosos relatos cortos aparecidos en publicaciones periódicas, demostrativos algunos de ellos de un gran poder imaginativo, fueron publicados en 1853 bajo el título de Avillion y otros cuentos. Algunos de los relatos de este volumen exhiben también una hermosa imaginación. Una colección similar, de mérito inferior, apareció en 1857 bajo el título de Nada nuevo. Completamente asentada entre el público como una autora de éxito, Miss Mulock adquirió una casa de campo en Wildwood (North End, Hampstead), y se convirtió en el ornamento de un muy amplio círculo social.
En 1857 apareció la obra por la que habría de ser mayormente recordada, John Halifax, caballero, una muy noble representación del más alto ideal de vida de la clase media inglesa, que durante décadas se mantuvo audazmente al nivel de las obras de mujeres escritoras de la época, exceptuando a George Eliot. Al escribir John Halifax, sin embargo, Miss Mulock prácticamente había agotado su discurso, y su siguiente obra importante, A Life for a Life (1859), aunque muy buena novela ―mucho mejor remunerada, y tal vez en aquel momento más leída que John Halifax― estaba lejos de poseer el perdurable encanto de esta última. Se trata de una extraordinaria novela epistolar que contrasta las dramáticas vivencias de un hombre y una mujer, Max Urquhart y Dora Johnston ―él ha cometido un crimen pasional; ella, madre soltera―, cuyos particulares periplos de sufrimiento y redención demuestran que, emocionalmente, no son nada distintos. Poco de lo que escribió posteriormente resulta importante, excepto algunos cuentos infantiles muy encantadores. Mistress and Maid (Ama y criada) (1863), originalmente aparecida en Good Words, era inferior en todos los aspectos; y, aunque el declive fue parcialmente subsanado en Christian's Mistake (1865), sus novelas posteriores no eran muy a tener en cuenta. La genuina pasión que había sustentado sus primeras obras de ficción no se había desvanecido de manera antinatural en su madurez, y había sido reemplazada, de forma natural, por un exceso de elemento didáctico. En consecuencia, varias de sus publicaciones posteriores eran indisimuladamente ensayos didácticos, de los cuales Reflexiones de una mujer acerca de las mujeres y Sermones fuera de la iglesia concitaron una mayor atención. Sin embargo, en su postrera etapa volvería al cuento fantástico que tan frecuentemente había empleado en su juventud, y logró un gran éxito con The Little Lame Prince (El principito cojo) (1874), un encantador relato infantil. Había publicado poemas en 1852, y en 1881 reunió sus composiciones bajo el título de Poemas de treinta años, nuevos y viejos. Son los poemas de una mujer, tiernos, domésticos y a veces entusiastas, cantos genuinos siempre, y producto de un sentimiento verdadero; algunos ―como "Philip my King", versos dirigidos a su ahijado, Philip Bourke Marston, y "Douglas, Douglas, tender and true"― lograron una gran popularidad.
Considerada una excelente y ocurrente conversadora por todos aquellos que la conocieron y admiraron, interesada por el espiritismo, muchos destacan su atractivo personal por encima del meramente físico. Soltera durante muchos años, celosa de su independencia personal y profesional, ante la sorpresa de todos acabó casándose, a los treinta y nueve años, el 29 de abril de 1865, con George Lillie Craik, socio de la firma Macmillan & Co. y sobrino del escritor y crítico literario escocés George Lillie Craik (1798-1866); poco después fijó su residencia en Shortlands, cerca de Bromley, donde habría de permanecer hasta su muerte. Cuatro años después de casarse adoptaron a una niña abandonada, Dorothy, a la que sus padres se referían como "el regalo del cielo". A pesar de convertirse en una notable ama de casa y madre, Dinah Mulock jamás descuidó su prestigiosa y lucrativa carrera literaria ―salvo durante los primeros años de vida de Dorothy, pese a la tibia oposición de su esposo―, como demuestran sus novelas A Brave Lady (1869-70), Hannah (1871), Young Mrs. Jardine (1879) y King Arthur: Not a Love Story (1886). Había llegado a ser muy íntima de Monsieur Guizot y su familia, había traducido su Memoir of Barante y libros de su hija, Madame De Witt, y en sus últimos años hizo viajes por Cornualles y el norte de Irlanda, cuyos reportes fueron publicados, con abundantes ilustraciones, en 1884 y 1887 respectivamente.
Inmersa en los preparativos de la boda de su hija, el 12 de octubre de 1887 un infarto acabó con su vida. Enterrada en la abadía de Tewkesbury, entre los amigos que le rindieron su postrer homenaje figuraban Lord Tennyson, Matthew Arnold, Robert Browning, Mrs. Oliphant, sir John E. Millais, el profesor T. H. Huxley y James Russell Lowell. Su memoria, como mujer y como escritora, será preservada largo tiempo por las virtudes de las que fueron expresión sus escritos. No era un genio, y no expresa los ideales y aspiraciones de las mujeres de genio excepcional; pero la tierna y filantrópica, y al mismo tiempo enérgica y práctica condición de mujer de vida corriente nunca ha tenido un representante de mayor suficiencia.